# Anthicinae
Sous-famille
Les Anthicinae sont une sous-famille d'insectes coléoptères de la famille des Anthicidae : ressemblent superficiellement à des fourmis (" ant " = fourmi en anglais).

## Liste des sous-taxons

### Liste des tribus
Selon Fauna Europaea (2 déc. 2012) :
- tribu Anthicini
- tribu Endomiini
- tribu Formicomini
- tribu Microhorini
- tribu Notoxini

### Liste des genres
Selon ITIS (27 nov. 2012) :
- genre Acanthinus LaFerté-Sénectère, 1849
- genre Amblyderus LaFerté-Sénectère, 1849
- genre Anthelephila Hope, 1833
- genre Anthicus Paykull, 1798
- genre Baulius Casey, 1895
- genre Cyclodinus Mulsant & Rey, 1866
- genre Euvacusus Casey, 1904
- genre Formicilla LeConte, 1851
- genre Ischyropalpus LaFerté-Sénectère, 1849
- genre Leptanthicus Werner, 1958
- genre Malporus Casey, 1895
- genre Mecynotarsus LaFerté-Sénectère, 1847
- genre Notoxus Geoffroy, 1762
- genre Omonadus Mulsant & Rey, 1866
- genre Sapintus Casey, 1895
- genre Squamanotoxus Chandler, 2001
- genre Stricticomus Pic, 1894
- genre Tanarthrus LeConte, 1851
- genre Vacusus Casey, 1895

### Liste des tribus et genres
Selon Paleobiology Database (18 juin 2021) :
- tribu Anthicini
  - genre Cyclodinus